# Midraș
Midraș (în ebraică:מדרש = midrash) este o culegere de peste 60 de comentarii, povestiri, eseuri etice aranjate după ordinea cărților Tora, Profeți și Scrieri.

## Definiția
Texte din Midraș datează din epoca în care a fost scrisă Mișna și autorii ei apar în ambele culegeri. Majoritatea conceptelor și comentariilor fac parte din Tora orală, dată și ea după traditia iudaică, pe muntele Sinai. Cele mai cunoscute părți ale Midrașului sînt Midraș Raba, Midraș Tanhuma, Ialkut Șimoni, Șifra și Mehilta.
Midraș este și o metodă exegetică a textelor biblice, aplicate pentru studiul sau cercetarea Torei. Cuvântul "midraș" poate fi folosit pentru  a denota comentariile legale, exegetice și omiletice la Tanah (Biblia ebraică). Etimologic cuvântul provine de la verbul "daraș", care înseamnă a cerceta, a investiga, a explora, ulterior - a explica, predica în sinagogă.

## Metodă
Conform opiniei lui Marc Ouaknin, Midraș este o metodă indirectă de exegeză a textului biblic în contrast cu Mișna, care este o metodă directă, "independent de sursa scripturală folosită".
Tradițional sensul textului biblic este explicat prin patru metode: pșat (sensul literal), remez (sensul aluziv), draș (exegeza) și sod (sensul mistic). Midrașul utilizează mai ales comentarea după metodele remez și draș. Sunt folosite procedee retorice ca alegoria, metafora, concordanța, analogia și gematria.
Hermeneutica talmudică a fost codificată de Hillel (cele șapte principii ale lui Hillel), Rabi Nahum din Gamzo, Rabi Akiva, Rabi Ișmael și Rabi Eliezer ben Rabi Iosi din Galileea (32 de principii).
Mauritius Mergui distinge următoarele caracteristici ale midrașului:
- caracterul amalgamic: temele sînt fragmentare și neordonate (povestiri din viața cotidiană, lecții, fabule, dezbateri, judecăți, dialoguri dintre Dumnezeu și Israel etc);
- lipsa de referințe sau date istorice;
- midrașul este foarte greu de tradus. Limbajul folosit nu este atît de transparent ca cel folosit în Biblie;
- preferința pentru limbajul figurativ și ambiguitate;
- dezbaterile nu sînt finalizate și uneori argumentele sînt inventate pentru a justifica o opinie minoră și 
nesemnificativă la prima vedere. 
- midraș este orice dezbatere despre soarta Israelului, semnificația exilului și a Legii mozaice.
Toate întîmplările descrise în Midraș, conform tradiției, pot fi clasificate în felul următor:
- Povești din care se poate trage o concluzie legală;

- Povești din care se poate face o lecție morală;

- Povești care ne învață o idee de credință sau filosofie;

- Povești care relatează un eveniment uimitor sau miraculos.

Aceleași povestiri (midrașim) pot fi:
- Povestiri care s-au întîmplat în vis sau într-o viziune profetică și nu au avut loc în lumea reală;

- Povestiri care s-au întîmplat real dar sînt relatate într-o manieră exagerată pentru a evidenția anumite idei.

- Povestiri care s-au întîmplat în realitate, dar care sînt prezentate ca o metaforă, asftel că fiecare cuvânt folosit nu redă exact evenimentul, dar explică esența metaforei prezentate.